# Mario Cristanchi
Mario Cristanchi (Ciudad de Formosa, Argentina el 11 de julio de 1996) es un ex-baloncestista argentino. Jugaba en la posición de ala-pivot.

## Carrera
La corta carrera de baloncestista profesional de Cristanchi se desarrolló mayormente en La Unión de Formosa, club con el que disputó tanto la Liga de Desarrollo como la Liga Nacional de Básquet. También vio acción en el Torneo Federal de Básquetbol jugando unos meses para Ameghino de Villa María y en el Pre-Federal de la Federación Formoseña de Básquetbol, en el que jugó con la camiseta de San Lorenzo de Formosa.

### Clubes
| Club                    | País      | Año         |
| ----------------------- | --------- | ----------- |
| La Unión de Formosa     | Argentina | 2012 - 2016 |
| Ameghino de Villa María | Argentina | 2016 - 2017 |
| La Unión de Formosa     | Argentina | 2017 - 2018 |
| San Lorenzo de Formosa  | Argentina | 2018        |
| La Unión de Formosa     | Argentina | 2018 - 2019 |

### Selección nacional
Cristanchi, siendo todavía jugador de Estudiantes de Formosa, integró el plantel argentino que conquistó el Campeonato Sudamericano de Baloncesto Sub-15 de 2012.